# الدوري الهولندي الدرجة الأولى 2006–07
الدوري الهولندي الدرجة الأولى 2006–2007 هو الموسم الحادي والخمسون من الدوري الهولندي الدرجة الأولى منذ إنشائه في عام 1956. فاز بهذا الموسم نادي دي غرافشاب.

## الفرق
يشارك 20 نادي في الدوري: النادي الذي يحتل المرتبة الأولى في هذا الدوري يتأهل مباشرة إلى الدوري الهولندي الممتاز، تأهل في هذه الدوري نادي دي غرافشاب.